# يوم اللبلاب في غرفة الاجتماع
يوم اللبلاب في غرفة الاجتماع (بالإنجليزية: Ivy Day in the Committee Room)‏ قصة قصيرة من تأليف الكاتب الأيرلندي جيمس جويس. نُشِرت القصة للمرة الأولى في عام 1914 مُضمَّنة في مجموعة جويس القصصية «ناس من دبلن» (Dubliners). الموضوع الرئيسي للقصة هو اجتماع ممثلي ناخبين في طاولة واحدة، قبل فترة بسيطة من بدء الانتخابات المحلية، يتبادل الممثلين في الاجتماع الاتهامات بالتواطئ مع النظام الملكي البريطاني، وهم جميعهم محسوبون على التيار القومي الإيرلندي. يناقش المجتمعون قضايا سياسية عديدة، منها زيارة إدوارد السابع ملك المملكة المتحدة إلى دبلن، وقصية القومي الأيرلندي تشارلز ستيورات بارنل الذي انقسم المجتمعون حوله بين مؤيد ومعارض، ويلقي فيها أحد الحاضرين قصيدة تمتدح بارنل وتهجو من خان قضيته من ضمنهم الكنيسة الرومانية الكاثوليكية.